# Astragalus baotouensis
Astragalus baotouensis är en ärtväxtart som beskrevs av Hiang Chian Fu. Astragalus baotouensis ingår i släktet vedlar, och familjen ärtväxter. Inga underarter finns listade i Catalogue of Life.